# Ley Lafragua (1855)
La Ley Lafragua o Reglamento de la Libertad de Imprenta fue expedida en México el 28 de diciembre de 1855. Es considerada una de las principales Leyes de Reforma.

## Marco histórico y promulgación
El 28 de diciembre de 1855 se expidió la Ley Lafragua, por José María Lafragua, la cual indicaba que nadie podría ser molestado por sus opiniones, prohibiéndose así la censura. Si bien la Ley La fragua terminó con la opresión y autoritarismo de la Ley Lares, se le considera la más moderada de las Leyes de Reforma. Los autores de artículos periodísticos se deberían hacer responsables de sus escritos firmándolos, por otra parte, no era permitido el abuso de la libertad de imprenta, especialmente en materia religiosa y gubernamental.
Esta legislación fue elevada a rango constitucional mediante los artículos 6.° y 7.° de la Constitución Federal de los Estados Unidos Mexicanos de 1857, y reafirmada por la Ley Orgánica de la Libertad de Prensa de 1861 expedida por el Congreso de la Unión. En contraste, no fue acatada por los gobiernos conservadores de Félix Zuloaga y  Miguel Miramón, quienes restablecieron la Ley Lares.